# Alpaida rioja
Alpaida rioja är en spindelart som beskrevs av Levi 1988. Alpaida rioja ingår i släktet Alpaida och familjen hjulspindlar. Inga underarter finns listade i Catalogue of Life.